# Bronte (Itália)
Bronte é uma comuna italiana da região da Sicília, província de Catania, com cerca de 18.496 habitantes. Estende-se por uma área de 249 km², tendo uma densidade populacional de 74 hab/km². Faz fronteira com Adrano, Belpasso, Biancavilla, Castiglione di Sicilia, Centuripe (EN), Cesarò (ME), Longi (ME), Maletto, Maniace, Nicolosi, Randazzo, Sant'Alfio, Tortorici (ME), Troina (EN), Zafferana Etnea.

## Demografia
| Variação demográfica do município entre 1861 e 2011                               |
|                                                                                   |
| Fonte: Istituto Nazionale di Statistica (ISTAT) - Elaboração gráfica da Wikipedia |